# Schloss Hauzenstein

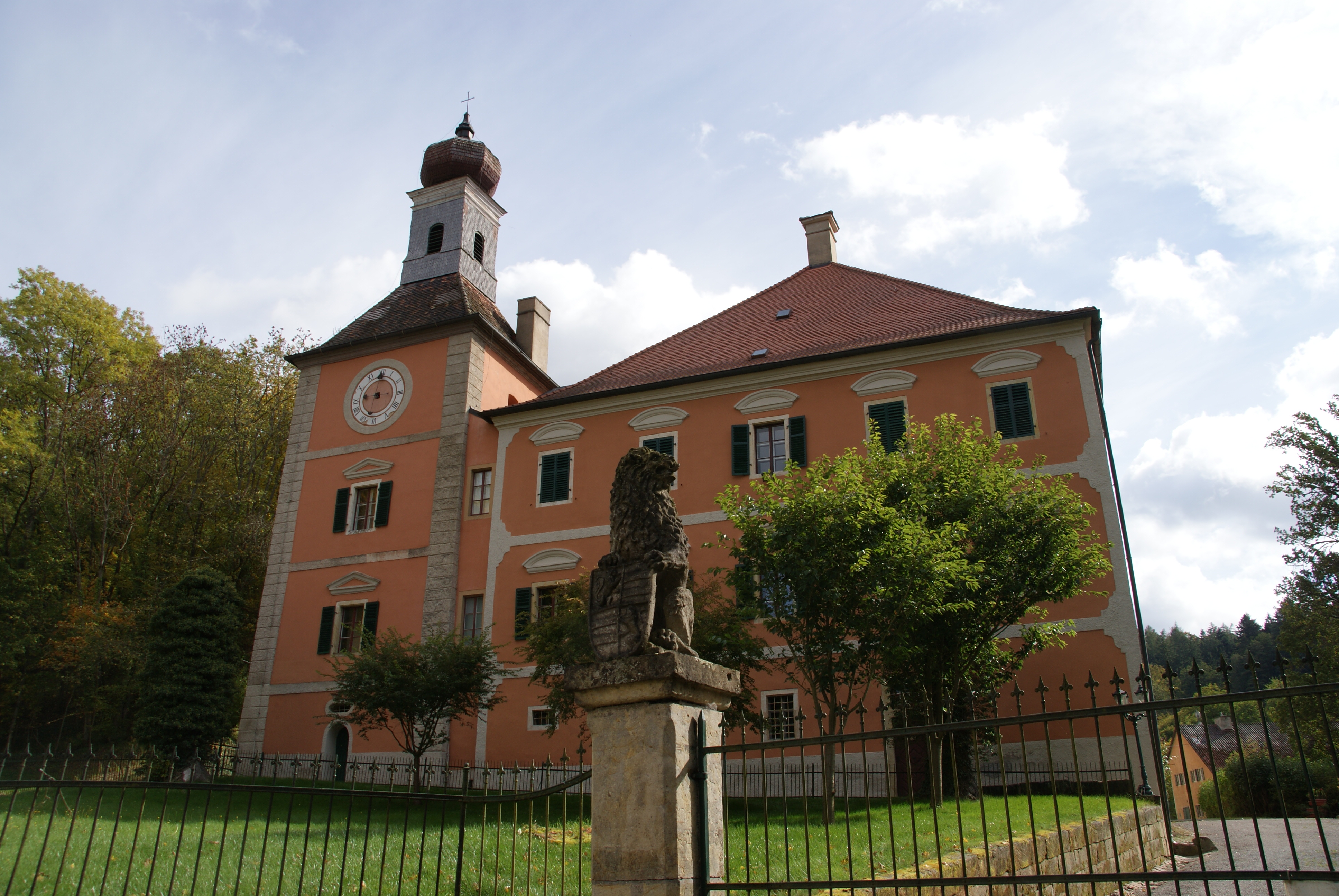
Schloss Hauzenstein

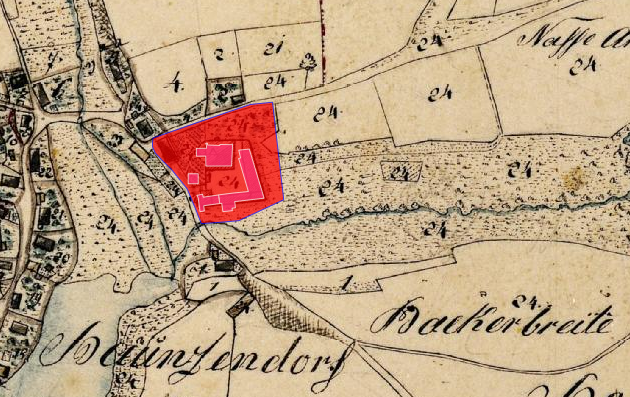
Lageplan von Schloss Hauzendorf auf dem Urkataster von Bayern

Das Schloss Hauzenstein ist ein denkmalgeschütztes Gebäude in der Schloßstraße 4 im Ortsteil Hauzenstein der Gemeinde Wenzenbach im Landkreis Regensburg (Bayern). Die Anlage ist unter der Aktennummer D-3-75-208-11 als denkmalgeschütztes Baudenkmal von Hauzenstein verzeichnet. Ebenso wird sie als Bodendenkmal unter der Aktennummer D-3-6839-0077 im Bayernatlas als „archäologische Befunde im Bereich des ehem. Schlosses in Hauzendorf, zuvor mittelalterliche Burg“ geführt.

## Geschichte
Eine Burg Hauzenstein wird erstmals 1372 erwähnt. Die Burg war vermutlich die jüngste Burg im Landkreis Regensburg. Besitzer war damals ein Hermann Hauzendorfer. Spätere Besitzer waren die Paulsdorf, ab 1592 die Familie Freidl und Brentano von Brentheim. Die heutige Anlage wurde Ende des 17. Jh. von der Familie Freidl aus Steinen der alten im Dreißigjährigen Krieg zerstörten Burganlage erbaut. Seit 1830 ist es im Privatbesitz der Familie der  Grafen Walderdorff. 1915 erfolgte der Anbau des zweigeschossigen Seitentrakts.
Der Maler Kaspar Kögler lebte 1855/56 als junger Mann für kurze Zeit auf dem Schloss. Er war aus Molsberg, wo seine Familie in der Nachbarschaft der Grafen von Walderdorff lebte, mit einem Viehtreck der Grafen nach Hauzenstein gekommen und wurde dort als Diener beschäftigt. In dieser Zeit erhielt er Zeichenunterricht an der Gewerbeschule in Regensburg.

## Gebäude
Die Anlage besitzt einen markanten Glockenturm mit Zwiebeldach und einen dreigeschossigen Walmdachbau und Putzgliederungen als Hauptbau. Rückwärtig befinden sich ein zweigeschossiger Flügel mit Satteldach und ein zweigeschossiger Mansarddachbau mit Zwerchhaus aus dem 17./18. Jahrhundert. In der Säulenhalle im Erdgeschoss befindet sich die Schlosskapelle von um 1835. Die Kapelle war vermutlich ursprünglich ein Pferdestall. Die Kapelle ist ein quadratischer viergeschossiger Turm mit Uhr, Pyramidendach und zwiebelbekrönter Haube. Die Torpfosten mit sitzenden Löwen und der Gusseisenzaun stammen von um 1870. Das ehemalige Verwalterhaus (Schloßstraße 3) ist ein zweigeschossiger, gruppierter Massivbau mit Schopfwalmdächern und Putzgliederung und trägt das Baujahr 1902. Im Süden der Anlage gibt es einen Barockgarten. Vereinzelte Reste der alten mittelalterlichen Burg sieht man nahe dem Schloss im Wald.